# Révolution des Tulipes
Pour un article plus général, voir Révolutions de couleur.
La révolution des Tulipes est le nom donné à la révolution de 2005 au Kirghizistan, qui renversa le président Askar Akaïev et son gouvernement après les élections législatives du 27 février et du 13 mars. Akaïev s'enfuit rapidement du pays et signa sa déclaration de démission le 4 avril à l'ambassade kirghize de Moscou, démission ratifiée par le parlement le 11 avril.
Au début du mouvement, les médias parlaient indistinctement de « révolution rose », de « révolution des Citrons » ou de « révolution des Jonquilles ». L'appellation « révolution des Tulipes » s'est imposée après un discours d'Akaïev lui-même mettant en garde contre toute velléité de révolution « colorée » telle que la révolution originelle en Serbie en 2000, la révolution des Roses en Géorgie fin 2003, la révolution orange en Ukraine fin 2004, la révolution du Cèdre au Liban en 2005.

## Émeutes post-électorales
Après sa déclaration d'indépendance le 31 août 1991, qui libère le pays de l'URSS, Askar Akaïev conserve le pouvoir. Quatorze ans plus tard, les législatives de février-mars 2005, remportées par le parti du président, sont dénoncées par l'opposition comme entachées de fraude. L'opposition demande alors sa démission, des milliers de Kirghizes manifestent dans le Sud du pays leur mécontentement. Il existe un fort clivage entre le Sud et le Nord, où est située la capitale. À cela s'ajoute le ras-le-bol des commerçants de Bichkek contre la corruption de l'État sous Akaïev et l'état déplorable de l'économie kirghize.
Le 24 mars, ils prennent la « Maison Blanche », siège du gouvernement et de la présidence. Aucun coup de feu n'est tiré, le bâtiment était déserté, le président Askar Akaïev et sa famille auraient même déjà quitté le pays (source d'opposition). « Askar Akaïev n’est plus sur le territoire de la République et le Premier ministre, Nikolaï Tanaiev, a donné sa démission », a déclaré un dirigeant de l'opposition.
Le changement de pouvoir est assez rapide mais le nouveau gouvernement n'arrive pas à contenir les contingents de Sudistes qu'il a fait monter dans la capitale. Les pillages ont lieu pendant de longues journées dans Bichkek, ce qui érode la popularité du nouveau pouvoir et aggrave les tensions entre le Sud et le Nord du pays. Après une séance réunissant sénateurs et députés d'avant les législatives, et nouveaux, cette chambre exceptionnelle et improvisée confie le gouvernement à l'opposition et le président du Parlement, Ichenbaï Kadyrbekov, est désigné président par intérim. Celui-ci ne sera toutefois pas confirmé par la Chambre Haute, laissant ainsi le pouvoir effectif entre les mains de Kourmanbek Bakiev.

## L'influence américaine
René Cagnat, ancien attaché militaire français dans la région, souligne le rôle des États-Unis dans la révolution des Tulipes : « À coups de stages de formation offerts aux États-Unis, les Américains ont noyauté l'armée kirghize et l'ont empêchée de réprimer la révolution ».
Une imprimerie installée à Bichkek et gérée par Mike Stone, journaliste américain, imprime une cinquantaine de journaux d'opposition. Quand le gouvernement décide, cinq jours avant les élections législatives, de couper l'électricité de l'imprimerie, l'ambassade américaine lui fournit des groupes électrogènes.
En 2005, l'ambassadeur américain au Kirghizistan, Stephen Young, reconnaît le financement par les États-Unis de l'opposition kirghize en déclarant : « Nous avons porté notre aide financière annuelle à l'opposition à 30 millions de dollars. C'est une augmentation sensible, conforme aux instructions du département d'État ».

## Opposition

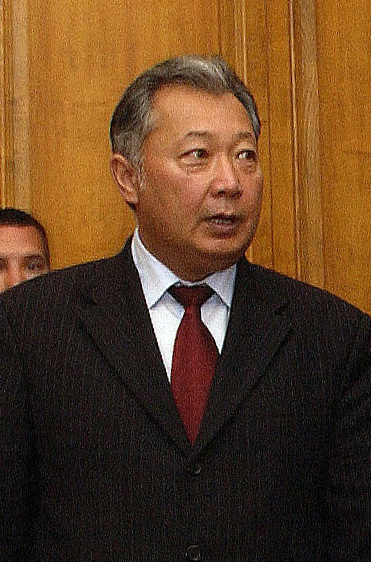
Kourmanbek Bakiev, premier ministre kirghize jusqu'en 2002

Avant les élections de 2005, l'opposition kirghize était divisée. Contrairement à ce qui s'était passé en Ukraine ou en Géorgie, plusieurs groupes s'étaient coalisés pour contester les élections en bloc, mais il leur manquait un dirigeant ou un candidat capable de rallier une majorité de la population à leur cause. Les critiques les plus virulentes contre le gouvernement en place vinrent entre autres de Roza Otounbaïeva, ancienne ministre des Affaires étrangères et ambassadrice au Royaume-Uni et aux États-Unis, épaulée par la Freedom House, et de Kourmanbek Bakiev, ancien Premier ministre démissionnaire après la mort de cinq manifestants, abattus par la police dans la ville d'Aksy en 2002.
Le 19 mars 2005, un congrès réunit les forces de l'opposition à Och, pour mettre en place un « conseil populaire » présenté comme un gouvernement parallèle. Le mouvement Kelkel est créé, mais le gouvernement tente de contrer son action par la création d'un mouvement loyaliste complètement similaire.

## Chute du gouvernement
Après les événements du 21 mars, Akaïev ordonna une enquête de la Commission électorale centrale et de la Cour suprême en recommandant « une attention particulière dans les districts où la réaction populaire avait été extrême […] et d'indiquer clairement qui avait raison et qui avait tort. »
Deux jours plus tard, il annonça la démission du ministre de l'Intérieur, Bakirdin Soubanbekov, et du procureur général, Myktybek Abdyldaïev (en), pour leur « mauvais travail » sur le mécontentement grandissant contre son gouvernement. Le mouvement d'opposition avait alors gagné une grande partie du Sud du pays et accusait le gouvernement en place de fraude électorale massive. Le 24 mars, les émeutes s'étendirent à la capitale, Bichkek, où plusieurs dizaines de milliers de personnes se rassemblèrent devant le principal bâtiment du gouvernement. Lorsque la police se mit à matraquer les civils des premiers rangs, un grand nombre d'entre eux parvint à forcer le barrage et pénétra dans le bâtiment. Les locaux de la télévision publique furent également occupés.
Le même jour, le président et sa famille s'enfuirent en hélicoptère vers le Kazakhstan, duquel ils gagnèrent ensuite Moscou. Le Premier ministre, Nikolaï Tanaïev, démissionna de son poste alors que l'opposition prenait le contrôle des principaux organes étatiques et que la police se dispersait, voire rejoignait les rangs des manifestants. Des prisonniers politiques furent libérés et la Cour suprême invalida les résultats des élections.
Le Parlement nomma Kourmanbek Bakiev, un sudiste, aux postes de président et de Premier ministre. Felix Koulov, sorti de prison la veille et considéré par beaucoup comme seul capable d'unifier les différents courants de l'opposition, lança un appel au calme à la télévision. La nuit suivante vit plusieurs magasins et distributeurs de billets pillés et des bâtiments incendiés. Le 25 mars, Bakiev nomma Koulov à la tête du ministère de l'Intérieur et lui enjoint de rétablir l'ordre dans la capitale. Bakiev forma étalement un gouvernement ad interim réunissant les diverses tendances de l'opposition.
Le 26 mars, des partisans armés d'Akaïev, emmenés par Kenech Duchebaïev, ancien ministre de l'Intérieur, et Temirbek Akmataliev (ky), ancien ministre des Affaires urgentes, tentèrent d'entrer de force dans Bichkek, mais renoncèrent lorsqu'il devint clair qu'ils ne trouveraient pas de soutien dans la ville. Akmataliev annonça le 29 mars qu'ils se présenterait à la première élection présidentielle suivant la chute d'Akaïev. Celle-ci eut lieu en juillet 2005, remportée par Bakiev, qui nomma Felix Koulov Premier ministre.

## Conséquences
Le gouvernement de Kourmanbek Bakiev arrive avec un agenda beaucoup plus nationaliste que son prédécesseur. Des critiques se sont fait entendre dès les premiers jours : lorsque Bakiev a installé (le 28 mars) ses amis à la direction de la télévision et de la radio nationale, les membres du personnel ont dénoncé leur nouvelle dépendance vis-à-vis du nouveau pouvoir exécutif et la nomination d'une nouvelle direction d'idéologie nationaliste.
Bakiev, accusé de dérive autoritaire, est renversé en 2010 par ses anciens alliés de la révolution des Tulipes.